# 알레브통구
알레브통구(Alebtong)는 우간다의 구로 행정 중심지는 알레브통이며 면적은 1,527.5km2, 인구는 226,000명(2012년 기준)이다. 행정 구역상으로는 북부 주에 속한다. 북쪽으로는 오투케 구, 동쪽으로는 아무리아 구, 남쪽으로는 도콜로 구, 서쪽으로는 리라 구와 접한다.

## 같이 보기
- 우간다의 행정 구역